# Dalian Shide
Dalian Shide (chinesisch 大连实德) war ein Fußballverein aus Dalian in der Volksrepublik China. Der Verein war 2004 Gründungsmitglied der Chinese Super League, der höchsten Liga des Landes. Seine Heimspiele trug der Verein zunächst im Volksstadion, später im Jinzhou-Stadion aus. Der Verein war im Besitz der Shide Group aus China. Er war einer der erfolgreichsten Vereine Chinas und zwischenzeitlich chinesischer Rekordmeister.

## Vereinsgeschichte
| Saison                                                                                         | Platz     | Tore  | Punkte |
| ---------------------------------------------------------------------------------------------- | --------- | ----- | ------ |
| 2004*                                                                                          | 6. Platz  | 33:26 | 30     |
| 2005                                                                                           | 1. Platz  | 57:18 | 65     |
| 2006                                                                                           | 5. Platz  | 43:29 | 45     |
| 2007                                                                                           | 6. Platz  | 36:31 | 44     |
| 2008                                                                                           | 14. Platz | 30:40 | 30     |
| 2009                                                                                           | 8. Platz  | 27:31 | 38     |
| 2010                                                                                           | 6. Platz  | 40:37 | 42     |
| 2011                                                                                           | 13. Platz | 27:43 | 32     |
| 2012                                                                                           | 14. Platz | 39:49 | 34     |
| grün unterlegt: Gewinn der chinesischen Meisterschaft * Dalian Shide wurden 6 Punkte abgezogen |           |       |        |

Gegründet wurde der Verein ursprünglich 1982 als Dalian FC, um den strauchelnden Zweitliga-Verein Dalian Dockyards abzulösen. Ab 1993 nannte sich der Verein Dalian Wanda FC. 1999 erfolgte die Umbenennung in Dalian Shide. Insgesamt gewann der Verein 8 nationale Meisterschaften, die letzte 2005. Die größten internationalen Erfolge waren jeweils das Erreichen des Finales der AFC Champions League 1998 und des Pokalsiegerwettbewerbs Asiens 2001. 2008 hatte der Verein einen „Ableger“ in der S-League in Singapur. Nach nur einer Saison musste sich der Verein aber wieder zurückziehen. In der Saison 2012 spielte der Verein letztmals in der Chinese Super League und schloss die Saison auf Platz 14 von 16 ab. Nach Saisonende wurde bekannt gegeben, dass der Verein an die Aerbin Group verkauft wurde.

## Vereinserfolge

### National
- Chinese Super League und Jia A League

Gewinner 1994, 1996, 1997, 1998, 2000, 2001, 2002, 2005
- Chinese FA Cup

Gewinner 2001, 2005

### Kontinental
- Pokal der Pokalsieger Asiens

Finalist 2001
- AFC Champions League

Finalist 1998

## Trainer

### Liste der Trainer seit 1994
| Trainer                          | Zeitraum          |
| -------------------------------- | ----------------- |
| Zhang Honggen                    | 1994              |
| Ge Zengjun                       | ?/1995            |
| Chi Shangbin                     | 07/1995 – 01/1998 |
| Xu Genbao                        | ?/1998 – 1999     |
| Milorad Kosanović                | 2000 – ?/2004     |
| Hao Haidong (Interimstrainer)    | ?/2004            |
| Lin Lefeng (Interimstrainer)     | ?/2004            |
| Vladimir Petrović                | 07/2005 – ?/2006  |
| Lin Lefeng (Interimstrainer)     | ?/2006            |
| Jo Bonfrere                      | 2007              |
| Ratko Dostanić                   | 01/2008 – 06/2008 |
| Milorad Kosanović                | ?/2008            |
| Xu Hong                          | ?/2008 – ?/2010   |
| Liu Zhongchang (Interimstrainer) | ?/2010            |
| Park Seong-Hwa                   | 2010 – ?/2011     |
| Li Xicai (Interimstrainer)       | ?/2011            |
| Gai Zengjun (Interimstrainer)    | ?/2011            |
| Nelo Vingada                     | 07/2011 – 2012    |

## Spieler
- Wang Fei
- Dong Fangzhuo
- Hao Haidong
- Sun Jihai
- Václav Němeček
- Zoran Janković
- Nicolas Ouédec
- Christian Pouga
- Patrick Mevoungou
- Ahn Jung-Hwan

## Logohistorie

Vereinswappen von 1992 bis 1999